# Національні скарби Південної Кореї

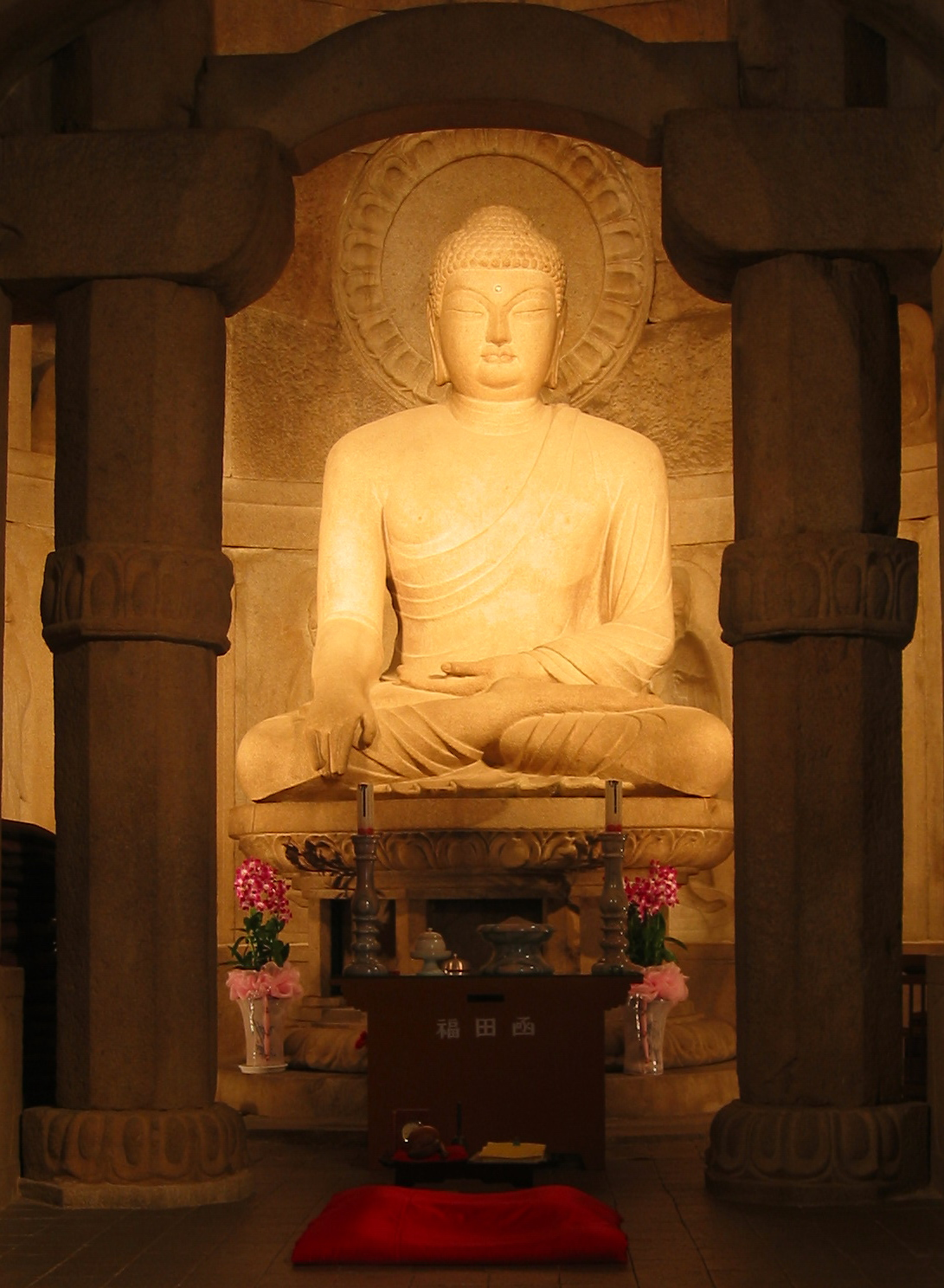
Статуя Будди у Грот Сеокгурам, 24-й національний скарб Південної Кореї.

Національні скарби Південної Кореї (кор.: хангиль: 국보, ханча: 國寶, НЛ: gukbo) — є матеріальними скарбами, артефактами, пам'ятниками чи спорудами, які визнані урядом Південної Кореї, як такі, що мають виняткову культурну цінність для країни. Багато національних скарбів Південної Кореї є популярними туристичними напрямками, серед них: королівська святиня Чонмьо, храми Пульгукса та Соккурам, збірка буддиських тексів Трипітака-Кореана в Хаїнсі. Станом на січень 2017 року, список налічує 319 національних скарбів. Скарби нумеруються відповідно до порядку, за яким вони були внесені до реєстру, а не відповідно до їх індивідуального значення.

## Історія
Перший перелік культурних скарбів Кореї був визначений Генерал-губернатором Кореї в 1938 році під час японської окупації «Актом про скарби династії Чосона». У 1955 році уряд Південної Кореї оголосив «Національними скарбами» 116 предметів, які знаходились в переліку культурних скарбів Кореї. З того часу до списку було внесено чимало поправок, остання в 2004 році.